# Travis Perkins Masters
De Travis Perkins plc Senior Masters was een toernooi van de Europese Senior Tour.
Het toernooi wordt in september op de Duke's Course van Woburn gespeeld. Het prijzengeld is het eerste jaar iets boven de € 360.000 geweest maar daarna schommelde het tussen de € 350.000 en € 320.000.

## Winnaars
| Jaar                                     | Winnaar                                  | Score                                    | Score                                    | Prijzengeld                              | 1ste prijs                               |
| Bovis Lend Lease European Senior Masters | Bovis Lend Lease European Senior Masters | Bovis Lend Lease European Senior Masters | Bovis Lend Lease European Senior Masters | Bovis Lend Lease European Senior Masters | Bovis Lend Lease European Senior Masters |
| ---------------------------------------- | ---------------------------------------- | ---------------------------------------- | ---------------------------------------- | ---------------------------------------- | ---------------------------------------- |
| 2001                                     | Bob Shearer                              | 208                                      | -8                                       | € 360.233                                | € 59,836                                 |
| 2002                                     | Delroy Cambridge                         | 208                                      | -8                                       | € 356.871                                | € 53,480                                 |
| 2003                                     | Paul Leonard                             | 208                                      | -8                                       | € 323.042                                | € 48,456                                 |
| 2004                                     | Luis Carbonetti                          | 210                                      | -6                                       | € 335.638                                | € 50,298                                 |
| 2005                                     | Mark James                               | 207                                      | -9                                       | € 330.145                                | € 49,475                                 |
| European Senior Masters                  |                                          |                                          |                                          |                                          |                                          |
| 2006                                     | Carl Mason                               | 209                                      | -7                                       | € 334.321                                | € 50,101                                 |
| 2007                                     | Carl Mason po                            | 210                                      | -6                                       | € 331.423                                | € 49,713                                 |
| Travis Perkins plc Senior Masters        |                                          |                                          |                                          |                                          |                                          |
| 2008                                     | Gordon J. Brand                          | 207                                      | -9                                       | € 313.242                                | € 46,986                                 |
| 2009                                     | Tony Johnstone                           | 206                                      | -10                                      | € 285.210                                | € 42,782                                 |
| 2010                                     | Des Smyth                                | 206                                      | -10                                      | € 318.797                                | € 47,853                                 |
| 2011                                     | Boonchu Ruangkit                         | 207                                      | -9                                       | € 321.280                                | € 48,192                                 |
| 2012                                     | Des Smyth                                | 206                                      | -10                                      | € 379.770                                | € 57.082                                 |
| 2013                                     | Colin Montgomerie                        | 206                                      | -10                                      | € 300.000                                | € 52.299                                 |
| 2014                                     | 29-31 augustus                           |                                          |                                          | € 300.000                                | € 52.299                                 |

po 2007: Carl Mason versloeg Costantino Rocca